# Lech Paszkowski
Lech Krzysztof Paszkowski (ur. 18 lipca 1919 w Warszawie, zm. 24 kwietnia 2013 w Melbourne, Australia) – polski pisarz, publicysta, autor prac historycznych.

## Życiorys
Syn Józefa Paszkowskiego (rzeźbiarza) i Janiny Bobińskiej (artystki malarki). Uczył się w gimnazjum Lorentza, a następnie w gimnazjum im. Adama Mickiewicza w Warszawie i tu otrzymał maturę (1938). Uczył się w międzyczasie także w Państwowej Szkole Morskiej w Gdyni (na wydziale nawigacyjnym), lecz w związku ze złym stanem zdrowia, opuścił szkołę i okręt „Dar Pomorza”, na którym odbywał swą pierwszą żeglugę. Do Szkoły Morskiej powrócił przejściowo jeszcze w lipcu 1939. Debiutował w „Młodym Lesie” (w gimnazjum) i później w roczniku „Dom i Szkoła” (tu fragmenty dziennika z „Daru Pomorza”). W 1938 r. pracował w Junackich Hufcach Pracy przy budowie drogi na Gubałówce k. Zakopanego. W tym samym roku został powołany do wojska. Odbył służbę na kursie podchorążych rezerwy w Brześciu n. Bugiem. W sierpniu 1939. został przydzielony do 83. Pułku Strzelców Poleskich. Brał udział w bitwie nad górną Wartą, w obronie linii nad rzeką Widawką i pod Jeżowem k. Skierniewic (9 września 1939). 12 września 1939 we dworze Pilaszków, podczas walk ze zmotoryzowanym pułkiem gwardii SS-Leibstandarte „Adolf Hitler” w rejonie Święcice-Ołtarzew, dostał się do niewoli. Przebywał następnie na przymusowych robotach rolnych w Meklemburgii. W 1945 przebywał w Lubece, pracując w wojskowej komisji weryfikacyjnej płk. K. Ziemskiego. Następnie trafił do Kompanii Marynarzy przy Armii Ren, która miała zasilić polską marynarkę wojenną w Anglii. W obozie dipisów (displaced persons) pod Hamburgiem, przebywał przez 2 lata, ucząc języków obcych, języka polskiego i historii. Nie decydując się na powrót do Polski pod rządami komunistów, nawiązał kontakt ze swym wujem osiadłym w Australii. Wyjechał następnie do Marsylii, a stamtąd, 16 marca 1948. odpłynął na egipskim statku „Misr” do Australii, gdzie wylądował 28 kwietnia. Pracował początkowo jako robotnik w fabryce silników elektrycznych, potem w warsztatach mechanicznych, założonych przez polskich marynarzy („Diesel Equipment”, popularna wśród Polaków nazwa: „Zabuski i S-ka”). Od 1952 do 1984 r. pracował w laboratorium elektrotechnicznym Rady Miejskiej w Melbourne. Ukończył studium „Freelance Journalism” (wolnego dziennikarstwa), był także słuchaczem Royal Melbourne Technical College. W czasie urlopów pracował jako marynarz na żaglowcach i motorowcach, wożąc ładunki do Launceston, Devonport i innych portów.
W początkowym okresie pobytu w Australii Paszkowski pisał do: tygodnika „Echo” w Perth, brazylijskiego „Ludu”, „Tygodnika Katolickiego”, „Głosu Polskiego” i „Tygodnika Polskiego” – pism wydawanych w Melbourne oraz „Wiadomości Polskich”, wydawanych w Sydney. Ogłosił ponad 60 artykułów, szkiców i recenzji książek w londyńskich „Wiadomościach”. Opublikował także szereg artykułów biograficznych o australijskich Polakach osiadłych na stałe lub przebywających czasowo w tym kraju.
Odbył dwie podróże morskie: dookoła świata i na Tahiti. W 1983 rozpoczął siedmiomiesięczną podróż dookoła świata na angielskim statku „Canberra”. Trasa podróży wiodła przez Auckland (Nowa Zelandia), Suvę (Fidżi), Honolulu, San Francisco, Los Angeles, Acapulco, Balboa, Port Everglades i Miami, Nowy Jork, Funchal do Southampton. W Anglii poszukiwał materiałów biograficznych do życiorysu Pawła Edmunda Strzeleckiego (Londyn, Oksford) i materiałów do wojny 1939 roku (w Instytucie Gen. W. Sikorskiego). Z tej podróży przesyłał do „Tygodnika Polskiego” w Melbourne reportaże, pisane na pokładzie „Canberry”, zatytułowane „Przez dwa oceany”. Na zakończenie podróży, pierwszy raz od zakończenia II wojny światowej, przebywał w Polsce.
Jego wyprawa na Tahiti na statku „Sea Princess” (1987) prowadziła z Sydney do Bay of Islands, Auckland, Suva, Vavau, Bora-Bora, Moorea i Papeete. Na tej trasie Paszkowski starał się odwiedzić miejsca, w których przebywał polski podróżnik Paweł Edmund Strzelecki.
Mieszkał w East Malvern (dzielnicy Melbourne), w australijskim stanie Wiktoria.

## Twórczość

### Książki
- Polacy w Australii i Oceanii 1790-1940 (Wyd. B. Świderski, Londyn 1962; Towarzystwo Przyjaciół Archiwum Emigracji przy Uniwersytecie Mikołaja Kopernika – Oficyna Wydawnicza Kucharski, Toruń 2008, ISBN 978-83-89376-71-8)
- Social background of Sir Paul Strzelecki and Joseph Conrad (wstęp Jerzy Zubrzycki; Australia Felix Literary Club, Melbourne 1980)
- Poles in Australia and Oceania 1790–1940 (Australian National University Press, Sydney – Oksford – Nowy Jork 1987)
- Sir Paul Edmund Strzelecki: Reflections of his life (ARCADIA – Australian Scholarly Publishing 1997)
- Na falach życia. Część I 1919-1939. Lata młodzieńcze (Naczelna Dyrekcja Archiwów Państwowych – Wydział Wydawnictw 2005, ISBN 83-89115-51-4)
- Na falach życia. Część II 1939-1948. Lata stracone (Naczelna Dyrekcja Archiwów Państwowych – Wydział Wydawnictw 2007, ISBN 978-83-89115-76-8)
- Na falach życia. Część III 1948-1958. Brzegi mórz dalekich (Naczelna Dyrekcja Archiwów Państwowych 2012, ISBN 978-83-62421-17-6)

### Inne teksty
Liczne artykuły naukowe (nadbitki), recenzje, szkice biograficzne, korespondencje, reportaże morskie i podróżnicze, wspomnienia i artykuły historyczne, publikowane w książkach naukowych, pracach zbiorowych, na łamach „Wiadomości” (Londyn), „Kultury” (Paryż) i innych czasopism emigracyjnych, m.in.:
- Na morskiej fali: szkic do życiorysu kpt. żeglugi Bogdana Kołodzieja („Tygodnik Polski” – the first Government Zoologist of Victoria, Sydney 1969; nadbitka z Australians Zoologist)
- Straszliwa noc, czyli batalion podwójnie zaginiony; Dzień 1-go września w mojej pamięci („Wiadomości”, Londyn 1978)
- Sir Paul Strzelecki and his Achievements, [w:] Polish people and culture in Australia (pod red. Rolanda Sussex i Jerzego Zubrzyckiego; Departm. of Demography Australian National University, Canberra 1985)
- Zbigniew Jasiński – marynarz, żołnierz, poeta, pisarz, emigrant, [w:] Zbigniew Jasiński, Krwią i rymem (pod red. M. Bruszewskiego; Melbourne 1989)
- Dzieje Romerów na Litwie („Kultura”, Paryż, październik 1993)
- Pamiętnik pisany w Australii („Kultura”, Paryż, maj 1994)
- Spojrzenie z dalekiej perspektywy, [w:] Pani Stefa [o Stefanii Kossowskiej] (red. Rafał Habielski, Krzysztof Muszkowski, Paweł Kądziela; Polska Fundacja Kulturalna, Londyn 1999, ISBN 0-85065-2545)
- Reporter Mórz Południowych [O Lucjanie Wolanowskim] („Gazeta Uniwersytecka UŚ”, dodatek specjalny, kwiecień 2006; Uniwersytet Śląski, Katowice)
- Reporter Mórz Południowych, [w:] Wokół reportażu podróżniczego. Tom 3. Lucjan Wolanowski (1920-2006). Studia – szkice – materiały (Wydawnictwo Uniwersytetu Śląskiego, Katowice 2009, seria: „Prace naukowe Uniwersytetu Śląskiego nr 2683”, ISBN 978-83-226-1802-8, ISSN 0208-6336)

### Opracowania
- H.P. G. Clews, Strzelecki’s Ascent of Mount Kościuszko 1840 (opracowanie redakcyjne i edytorskie, przedmowa; Australia Felix Literary Club, Brunswick 1973)
- Dr Jan Danysz and the Writer, Naturalist axplorer (red. książki oraz autor rozdziału pt. John Lhotski as I see him; praca zbiorowa; A. F. Literary Cuisabdu lub, Melbourne 1977)
- Ks. Józef Janus Jezuita (Wyd. OO. Jezuici, Melbourne 1982; redaktor i współautor wspomnienia)
- Poles, [w:] The Australian People: An Encyclopedia of the Nation, its People and Their Origins (Sydney 1988)

Dla „Polskiego Słownika Biograficznego” opracował życiorysy: Modesta Maryańskiego, Władysława Noskowskiego, Lucjana Platera, Stefana Połotyńskiego, Edmunda Potockiego de Montalka, Zygmunta Przybyłkiewicza, Seweryna Rakowskiego, Józefa Sabatowskiego, Ignacego Sławeckiego, Leona Scharmacha i Pawła Edmunda Strzeleckiego. W „Australian Dictionary of Biography” (Melbourne University Press) zamieścił pięć biogramów wybitnych Polaków.